# Districte municipal de Širvintos
El districte municipal de Širvintos (en lituà: Sirvintu rajono savivaldybė) és un dels 60 municipis de Lituània, situat dins del comtat de Vílnius. La seva capital és la ciutat de Širvintos. En el seu territori es troba el jaciment arqueològic de Kernavė, inclòs en la llista de Patrimoni de la Humanitat de la UNESCO des del 2004.

## Població

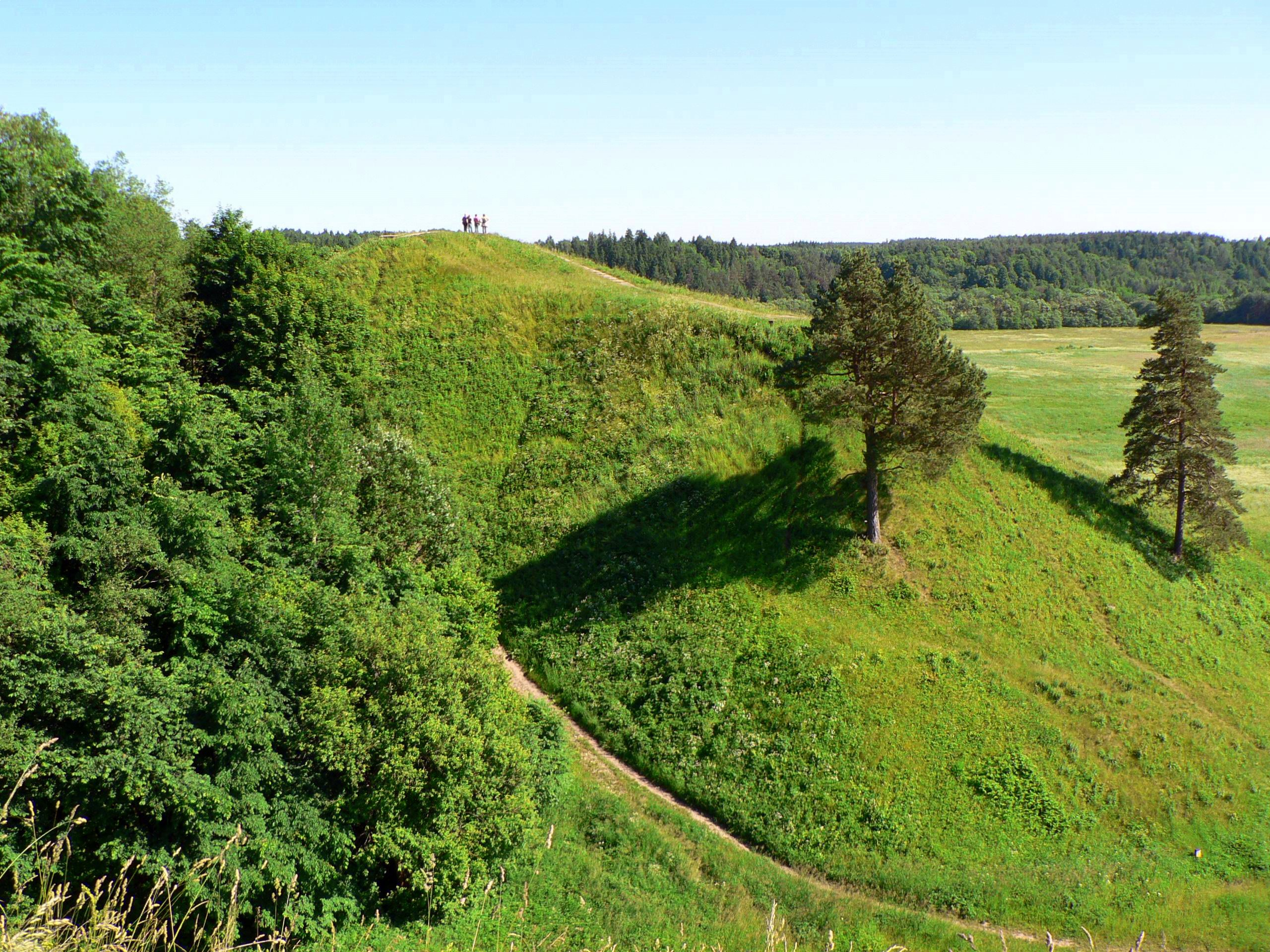
Kernavė

Segons el padró de 2001, 20.207 persones viuen en la regió: 9.545 homes i 10.662 dones. 7.273 persones viuen en les ciutats i 12.934 persones viuen en pobles. Aproximadament el 10% (2.019 persones) va declarar tenir la nacionalitat polonesa.
Hi ha 4.982 persones en edat de jubilació : 3.433 dones i 1.549 homes. Persones amb treball 11.186 persones, el 52% de tots els treballadors ho fan en les institucions de l'Estat.

## Seniūnijos del districte

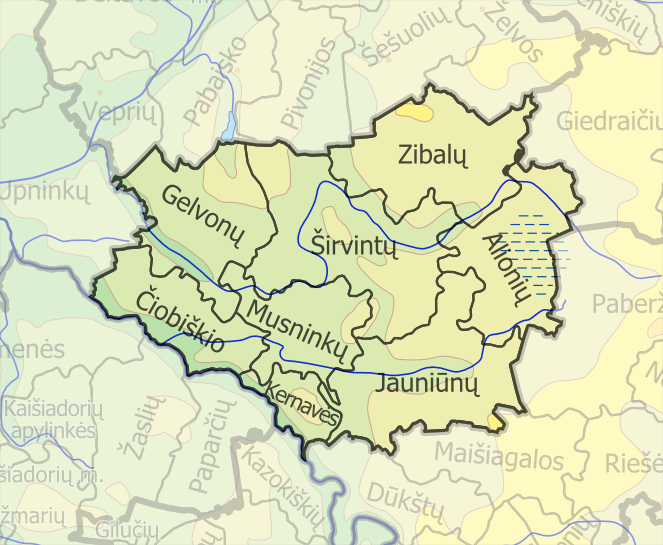
Mapa dels seniūnijos del districte municipal de Širvintos

- Alionių seniūnija (Alionys)
- Čiobiškio seniūnija (Čiobiškis)
- Gelvonų seniūnija (Gelvonai)
- Jauniūnų seniūnija (Jauniūnai)
- Kernavės seniūnija (Kernavė)
- Musninkų seniūnija (Musninkai)
- Širvintų seniūnija (Širvintos)
- Zibalų seniūnija (Zibalai)